# سوخو پی-۱
سوخو پی-۱ (به انگلیسی: Sukhoi P-1) یک هواگرد ساختِ کارخانهٔ سوخو در کشور اتحاد جماهیر سوسیالیستی شوروی است. این هواگرد برای نخستین بار در ۱۲ ژوئیه ۱۹۵۷ میلادی مورد استفاده قرار گرفت.